# 습진
습진(濕疹, 영어: eczema)은 표피에 생기는 피부염 또는 염증이다. 습진은 지속적인 피부의 상태에 해당되는데, 피부 건조와 반복되는 발진이 이에 포함된다. 이 때에 발적, 부종, 가려움, 건조, 각질, 비늘, 물집, 갈라짐, 분비물, 출혈 등 증상 중 하나 또는 몇 가지의 특징을 보인다. 일시적으로 색깔이 달라보일 수 있는데 이는 손상부위가 치료된 때문이며, 드물게 흉터가 생기기도 한다. 습진은 건선과는 달리 관절의 굴근에서 흔히 발견된다.

## 종류
습진에는 다음과 같은 종류가 있다.
- 아토피성 피부염
- 접촉 피부염
- 건성 피부염
- 지루성 습진

### 주부습진
습진의 한 종류로서 오랜 기간에 걸쳐 세제, 물 등에 접촉함으로써 발생하는 피부염증은 주부습진(主婦濕疹)으로 부른다.